# Guayaza
Guayaza är en ort i Mexiko.   Den ligger i kommunen Chilón och delstaten Chiapas, i den sydöstra delen av landet, 800 km öster om huvudstaden Mexico City. Guayaza ligger 1 352 meter över havet och antalet invånare är 353.
Terrängen runt Guayaza är kuperad åt sydväst, men åt nordost är den bergig. Runt Guayaza är det ganska tätbefolkat, med 56 invånare per kvadratkilometer. Närmaste större samhälle är Yajalón, 8,3 km väster om Guayaza. I omgivningarna runt Guayaza växer i huvudsak städsegrön lövskog.